# Premio Mogol
Il premio Mogol è stato istituito nel 2008 dalla regione Valle d'Aosta, ed è stato assegnato quattro volte, dal 2008 al 2011. Intitolato al paroliere Giulio Rapetti Mogol, premia l'autore del miglior testo musicale in lingua italiana dell'anno. La manifestazione si è svolta al Forte di Bard per le prime due edizioni, mentre la terza al Teatro romano di Aosta; la giuria è presieduta da Mogol stesso. Il premio consiste in un Tatà d'oro del valore di 15.000 euro.

## Edizione 2008
La serata di premiazione si è svolta il 7 giugno 2008. Presieduta da Mogol, la giuria era composta da Barbara Palombelli, Aldo Cazzullo e Linus. Tra i brani in gara il brano vincitore è risultato essere Fango di Jovanotti.

## Edizione 2009
La serata di premiazione si è svolta il 15 giugno 2009. La giuria presieduta da Mogol era composta da Arnaldo Colasanti, Marcello Veneziani ed Oliviero Beha. I sei brani candidati erano Sincerità di Arisa, Luca era gay di Povia, Il paradiso dei calzini di Vinicio Capossela, Egocentrica di Simona Molinari, A te di Jovanotti e Tutto l'universo obbedisce all'amore di Franco Battiato con Carmen Consoli. Il brano vincitore è risultato Luca era gay.

## Edizione 2010
La serata di premiazione si è svolta il 3 giugno 2010, presentata da Fabrizio Frizzi, e mandata in onda su Rai Uno sabato 5 giugno 2010. La giuria presieduta da Mogol era composta da Gino Castaldo, Dori Ghezzi e Dario Salvatori. I cinque brani candidati erano Mandaci una cartolina di Carmen Consoli, Pace di Arisa, È lei di Edoardo Bennato, L'ultimo valzer di Simone Cristicchi e 'U cuntu di Franco Battiato. La giuria si è detta in difficoltà nel decretare un solo vincitore, così i brani È lei e L'ultimo valzer sono stati decretati vincitori ex aequo.

## Edizione 2011
La giuria comprendeva Mario Luzzatto Fegiz del Corriere della Sera, Paolo Giordano de Il Giornale e Marinella Venegoni de La Stampa, ed era presieduta da Mogol. I brani candidati erano Le tasche piene di sassi di Lorenzo Jovanotti, Yanez di Davide Van de Sfroos, Mondo di Cesare Cremonini, Statte zitta di Alessandro Mannarino, Il mio secondo tempo di Max Pezzali, Mentre dormi di Max Gazzè e Vieni a vivere a Napoli de Le Strisce. La giuria ha decretato vincitore Jovanotti. La premiazione è stata condotta da Fabrizio Frizzi.
Sulla trasmissione dell'evento su Rai 1 è sorta una polemica, in quanto durante la serata Mogol ha fatto interpretare a Ron la canzone Il paradiso non è qui, scritta insieme a Lucio Battisti ma mai pubblicata, e la vedova Grazia Letizia Veronese non ha autorizzato la RAI a trasmettere la canzone. La messa in onda doveva avere luogo il 23 giugno 2011, con l'intenzione di tagliare la parte contenente l'interpretazione di Ron, ma nonostante ciò all'ultimo momento è stata annullata e al suo posto è stato trasmesso il film Wasabi. Il 7 settembre Mogol ha dichiarato che «la Rai non l'ha mandata in onda per ragioni che ancora non ho capito».